# Can Gil de Llampaies
Can Gil de Llampaies és una casa de Llampaies, al municipi de Saus, Camallera i Llampaies (Alt Empordà), que forma part de l'Inventari del Patrimoni Arquitectònic de Catalunya. Està situada dins del petit nucli urbà de la població de Llampaies, al bell mig del terme, a l'inici del carrer de l'Església.

## Descripció
És un edifici de planta rectangular amb jardí davanter, cobert amb teulada de dues vessants i distribuïda en planta baixa i pis. La façana principal presenta un portal d'accés és d'arc rebaixat adovellat. A l'extrem sud del parament hi ha un ample contrafort de reforç. Al pis, la distribució de les obertures és irregular. Damunt del portal hi ha una finestra lobulada, de tipologia gòtica. Al costat nord, una finestra renaixentista amb permòdols actualment reformada. Al sud, una de mig punt bastida amb carreus i dues rectangulars, una amb l'emmarcament i l'ampit motllurat. En general presenten reformes i modificacions.
La construcció és bastida amb pedra desbastada disposada regularment i lligada amb morter. El parament està arrebossat.

## Història
L'edifici va ser construït probablement durant el segle xvi, època en què es pot situar l'origen de la major part dels casals del nucli de Llampaies.